# Огурдинский бор
Огурдинский бор — историко-природный комплекс на острове Камского водохранилища, в окрестностях посёлка Орёл, Пермский край. Создан с целью охраны соснового леса, переходных болот, а также историко-природных объектов: Мезолитической стоянки, Огурдинского селища эпохи раннего железа. В зеленомошном и беломошном сосняке преобладают деревья возрастом 150—180 лет, встречаются участки сфагновых болот. Отмечено 70 видов сосудистых растений.